# Michael Brooks
Michael Anthony Brooks (Filadelfia, 17 agosto 1958 – 22 agosto 2016) è stato un cestista e allenatore di pallacanestro statunitense, professionista nella NBA, Francia e Svizzera.

## Carriera
Venne selezionato dai San Diego Clippers al primo giro del Draft NBA 1980 (9ª scelta assoluta).
Con gli Stati Uniti disputò i Giochi panamericani di San Juan 1979.

## Palmarès

### Giocatore
- Campionato francese: 2

CSP Limoges: 1988-89, 1989-90

### Individuale
- NCAA AP All-America Second Team (1980)
- All-USBL Second Team (1987)
- USBL Man of the Year (1988)
- All-USBL First Team (1988)
- USBL All-Defensive Team (1988)
- Miglior rimbalzista USBL (1988)
- CBA Most Valuable Player (1988)
- All-CBA First Team (1988)
- CBA All-Defensive First Team (1988)
- Miglior rimbalzista CBA (1988)
- LNB MVP straniero: 2

CSP Limoges: 1990-1991, 1991-1992

### Allenatore
- NL1: 1

Blonay: 2015-16